# 盧金基
51°4′48″N 28°21′30″E / 51.08000°N 28.35833°E
盧金基（烏克蘭語：Лугинки），是烏克蘭北部的村莊，隸屬日托米爾州的科羅斯滕區。該村始建於1651年，面積1.66平方公里，海拔高度180米，2001年人口417，人口密度每平方公里251.2人。